# Sjinujar flygplats
Sjinujar flygplats (armeniska: Շինուհայր օդանավակայան), även känd som Goris flygplats, är en flygplats strax utanför Sjinuhajr, Siunik i Armenien.
Flygplatsen har varit stängd sedan Sovjetunionens upplösning 1991, men den armeniska regeringen planerar att bygga om och öppna den för verksamhet. Enligt en uppdatering som tillkännagavs i parlamentet i september 2023 så fortsätter uppbyggnaden av flygplatsen.